# Kirkøy

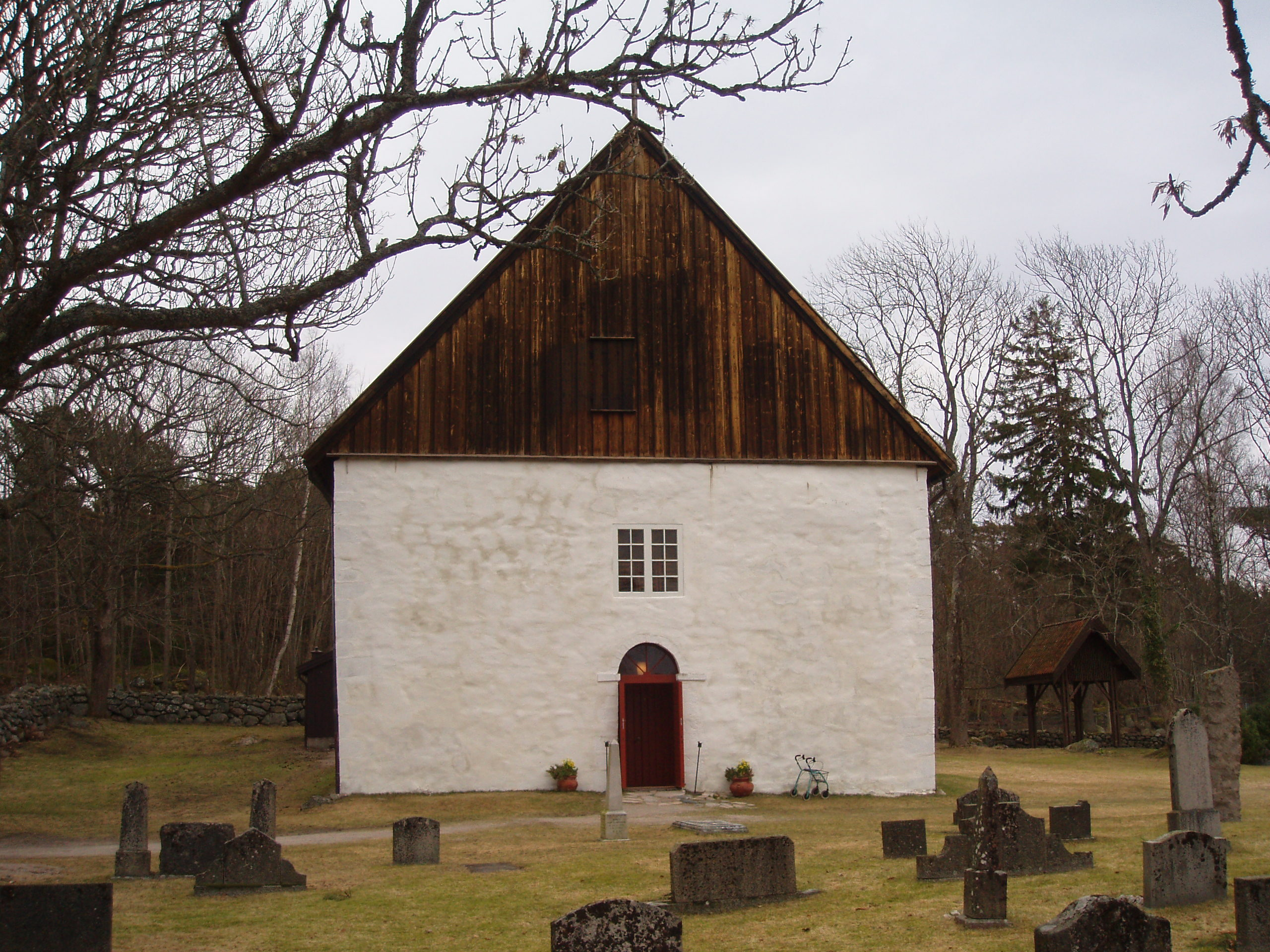
Igreja em Kirkøy

Kirkøy é uma ilha no município de Hvaler, ma Noruega. Tem 29,6 km 2 de área e 1098 habitantes (2001). 